# All-domain Anomaly Resolution Office
'Офис разрешения аномалий во всех доменах' (англ. All-domain Anomaly Resolution Office, AARO) — это подразделение в составе Министерства обороны США, созданное для исследования неопознанных аномальных явлений (UAP), включая НЛО, объекты в воздухе, на воде, в космосе и на суше.
Офис был учрежден 20 июля 2022 года в рамках усилий по координации и стандартизации сбора данных и анализа подобных явлений.

## Предыстория и создание
До создания AARO в Пентагоне существовали другие программы, занимающиеся изучением неопознанных явлений:
- Advanced Aerospace Threat Identification Program (AATIP) — действовала с 2007 по 2012 год[2];
- Unidentified Aerial Phenomena Task Force (UAPTF) — функционировала с 2020 по 2021 год;
- Airborne Object Identification and Management Synchronization Group (AOIMSG) — предшествовала созданию AARO.

В июле 2022 года заместитель министра обороны Кэтлин Хикс объявила о создании AARO, расширив мандат предыдущих организаций для более полного охвата различных доменов и видов аномальных явлений.

## Миссия и задачи
Основная цель AARO — синхронизировать усилия по обнаружению, идентификации, атрибуции и анализу объектов, представляющих интерес, а также по снижению потенциальных угроз безопасности и национальной обороне. Это включает в себя работу с аномальными, неопознанными объектами в космосе, воздухе, на воде и на суше.

## Руководство
Первым директором AARO был физик Шон Киркпатрик.
В январе 2024 года его сменил Джон Т. Кослоски, обладающий обширным опытом в различных научных областях, включая квантовую оптику и криптоматематику.

## Деятельность и отчеты
По состоянию на апрель 2023 года, AARO получило 801 сообщение о неопознанных аномальных явлениях. Из них около половины были объяснены как обычные объекты, такие как метеозонды, в то время как остальные остаются необъясненными из-за недостатка данных.
В марте 2024 года AARO опубликовало отчет под названием "Report on the Historical Record of U.S. Government Involvement with Unidentified Anomalous Phenomena (UAP) Volume I", в котором не было найдено эмпирических доказательств существования внеземных технологий.

## Взаимодействие с общественностью
В августе 2023 года AARO запустило публичный веб-сайт, позволяющий текущим и бывшим сотрудникам правительства безопасно сообщать информацию о программах, связанных с UAP, и о самих явлениях.